# Formiana cauquenensis
Formiana cauquenensis är en fjärilsart som beskrevs av Butler 1882. Formiana cauquenensis ingår i släktet Formiana och familjen mätare. Inga underarter finns listade i Catalogue of Life.